# جيمس أشتون (رسام)
جيمس أشتون (بالإنجليزية: James Ashton)‏ هو رسام أسترالي، ولد في 4 أبريل 1859، وتوفي في 2 أغسطس 1935.